# Palazzo Vescovile (Pienza)
Il Palazzo Vescovile di Pienza si trova sul lato sinistro della Piazza Pio II di fronte a Palazzo Piccolomini. L'antico palazzo gotico fu donato da papa Pio II al cardinale Rodrigo Borgia (futuro papa Alessandro VI) che all'epoca era il suo più stretto collaboratore con la carica di vicecancelliere della Chiesa Cattolica; questi lo ristrutturò nel corso del Quattrocento per farne la propria residenza.
La sobria facciata si caratterizza per lo slanciato portale e due ordini di finestre a "croce guelfa". Sullo spigolo prospiciente il Corso del Rossellino si può notare lo stemma della famiglia Borgia.